# Плещеево (Тверская область)
Плещеево — деревня в Калязинском районе Тверской области, входит в состав Старобисловского сельского поселения.

## География
Деревня находится в 16 км на северо-запад от центра поселения деревни Старобислово и в 15 км на юго-восток от города Калязина.

## История
В конце XIX — начале XX века деревня являлась центром Плещеевской волости Калязинского уезда Тверской губернии. 
С 1929 года деревня входила в состав Исаковского сельсовета Калязинского района Кимрского округа Московской области, с 1935 года — в составе Калининской области, с 1994 года — в составе Исаковского сельского округа, с 2005 года — в составе Старобисловского сельского поселения.

## Население
| 1859 | 1888 | 2002 | 2010 |
| ---- | ---- | ---- | ---- |
| 241  | ↗244 | ↘8   | →8   |